# Julio Abbadie
Julio César Abbadie Gismero, noto anche come Giulio Cesare Abbadie (San Ramón, 7 settembre 1930 – Montevideo, 16 luglio 2014), è stato un calciatore uruguaiano, di ruolo attaccante.

## Caratteristiche tecniche
Soprannominato el pardo per la sua chioma bruna, era un'ala estrosa e funambolica, che prediligeva i dribbling sulla fascia e crossare dal fondo del campo.

## Carriera

### Club
Nato da madre spagnola e padre francese, esordì nel Peñarol nel 1950 realizzando 40 gol in 76 partite e vincendo 3 campionati uruguaiani.
Nel 1956 venne acquistato dal Genoa, che vinse la concorrenza del Milan e della Juventus: l'acquisto avvenne grazie anche a Arnaldo Piaggio. Abbadie esordì in maglia rossoblù in amichevole contro l'Udinese (sconfitta per 3-2), partita nella quale si fece notare per due assist e procurandosi un rigore. Esordì invece in partite ufficiali il 16 settembre 1956 contro la Roma a Marassi nella prima giornata della Serie A 1956-1957 (1-1).
Nei suoi primi due campionati contribuì in maniera determinante a salvare il Genoa dalla retrocessione: nel 1956-1957 l'ultima gara che disputò fu contro il Napoli; non avrebbe dovuto giocare a causa di uno stiramento, ma era tanto importante che venne fatto scendere lo stesso in campo, servendo a Corso il passaggio per il gol-vittoria che valse la salvezza. Nel 1957-1958, invece, giocò come punta segnando 13 reti.
Una delle sue migliori partite fu il derby contro la Sampdoria del 1º novembre 1957, vinto dal Genoa per 3-1. Dopo l'iniziale vantaggio della Sampdoria, fu proprio Abbadie a realizzare gli assist che mandarono in rete Firotto, Corso e Leoni. Colpito da una pleurite che lo tenne al lungo lontano dal campo, giocò l'ultima partita con i rossoblu nella gara Genoa-Palermo del 29 maggio 1960 (1-1), per un totale di 95 presenze e 24 reti, prima della retrocessione in Serie B dei genoani (colpiti anche dal Caso Cappello).
Nel 1960 passò al Lecco, sempre in Serie A, rimanendovi per quasi due anni prima di ritornare in patria, nuovamente al Peñarol, dove concluse la carriera, quasi quarantenne, nel 1969. Con la squadra uruguaiana vinse la Coppa Libertadores nel 1966 e, sempre nello stesso anno, la Coppa Intercontinentale contro il Real Madrid, oltre a 5 titoli nazionali. In totale nei due periodi di militanza giocò 170 partite e segnò 60 reti con la maglia giallonera.

### Nazionale
Con la Nazionale uruguaiana Abbadie giocò 26 partite realizzando 14 gol.
Fece parte della rosa dell'Uruguay che prese parte ai Mondiali del 1954 in Svizzera, dove raggiunse il 4º posto dopo le sconfitte in semifinale contro l'Ungheria (4-2 dopo i tempi supplementari), partita nella quale Abbadie non scese in campo, e nella finale per il 3º posto contro l'Austria (3-1). Durante la manifestazione disputò 4 partite segnando una doppietta nel 7-0 ottenuto contro la Scozia nella seconda partita del girone eliminatorio.
Venne anche convocato per i Mondiali del 1966 in Inghilterra, ma fu costretto a rinunciare a causa di uno stiramento muscolare.

## Palmarès

### Club

#### Competizioni nazionali
- Campionato uruguaiano: 7

Peñarol: 1951, 1953, 1954, 1958, 1959, 1967, 1968

#### Competizioni internazionali
- Coppa Libertadores: 1

Peñarol: 1966
- Coppa Intercontinentale: 1

Peñarol: 1966